# Rowridge
Rowridge – osada w Anglii, na wyspie Wight. Leży 7 km na południowy zachód od miasta Newport i 127 km na południowy zachód od Londynu.